# Giacomo Roppa
Giacomo Roppa va ser un tenor italià de mitjan segle xix.
Va cantar a La Fenice de Venècia el febrer de 1834 substituint al tenor Domenico Donzelli en l'òpera Fausta de Donizetti. Després va cantar alguns títols més i va tornar-hi la temporada 1844-1845 ja amb papers més importants. També va cantar a La Scala de Milà les temporades 1838 i 1839. També es té constància que la temporada 1851-1852 va formar part de la companyia de teatre del Teatro San Carlo de Nàpols.
Va debutar al Liceu de Barcelona el 28 d'agost de 1848 en l'òpera de Verdi I due Foscari en el paper del jove Jacopo Foscari. En els tres anys que va cantar al Liceu va intervenir en una trentena d'òperes. Així, per exemple, va participar amb el paper de Gennaro en les funcions de Lucrezia Borgia la tardor de 1848, i el gener de l'any següent va cantar el paper de Tamas a Gemma di Vergy, que s'havia estrenat al Liceu el mes de maig de 1848 i que uns mesos més tard, dins la mateixa temporada, se'n van fer tres funcions més. A Don Sebastiano de Donizetti, va cantar el paper protagonista.
L'exaltació arribà al màxim el dia de l'homenatge al tenor Giacomo Roppa amb l'assistència al
Liceu de 5.000 a 6.000 espectadors. Les cròniques recullen els riscos d'una tal aglomeració i la necessitat de limitar el nombre d'assistents a partir d'aquell moment.